# هنری سینگلتون (نقاش)

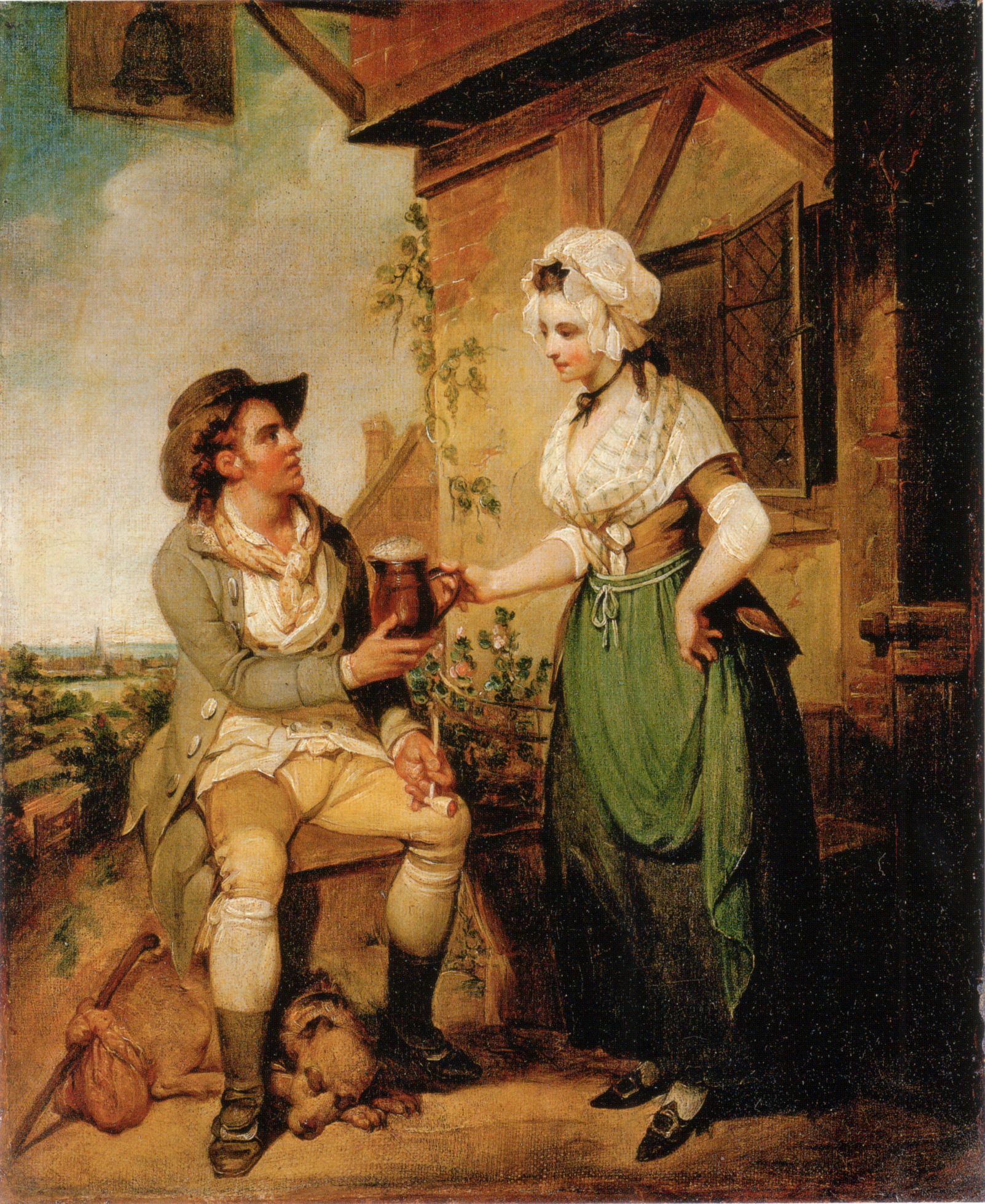
در میخانه (نقاشی حوالی ۱۷۹۰ میلادی، اثر هنری سینگلتون)

هنری سینگلتون (انگلیسی: Henry Singleton؛ ۱۹ اکتبر ۱۷۶۶ – ۱۵ سپتامبر ۱۸۳۹) نقاش و چهره‌نگار مینیاتور اهل انگلستان بود.